# 妮可拉·歌可蘭
妮可拉·瑪麗·歌可蘭（英語：Nicola Mary Coughlan，1987年1月9日—）是一位爱尔兰女演員。歌可蘭的知名角色包括 《德里女孩》中的Clare Devlin 和Netflix時代劇《柏捷頓家族：名門韻事》（2020年至今）中飾演潘妮洛碧·費瑟林顿（Penelope Featherington）一角，該劇憑藉劇集劇組和該劇的主要演員獲得了美國演員工會獎的傑出表演提名。